# Serie 527 de Renfe
La Serie 527 de Renfe, antiguamente denominada Serie 2700 de FEVE, es un modelo de vehículo automotor utilizado en España. La serie consta de 17 trenes de tracción diésel encargados a CAF por FEVE. Esta empresa las emplearía desde su puesta en servicio en 2009 hasta su disolución en 2013 en Renfe, formando parte actualmente del parque de esta empresa. Concretamente, Renfe las utiliza para prestar servicio de Regionales y Cercanías en vías de ancho métrico de Asturias, Cantabria, Galicia, Castilla y León, Vizcaya y Murcia.

## Características

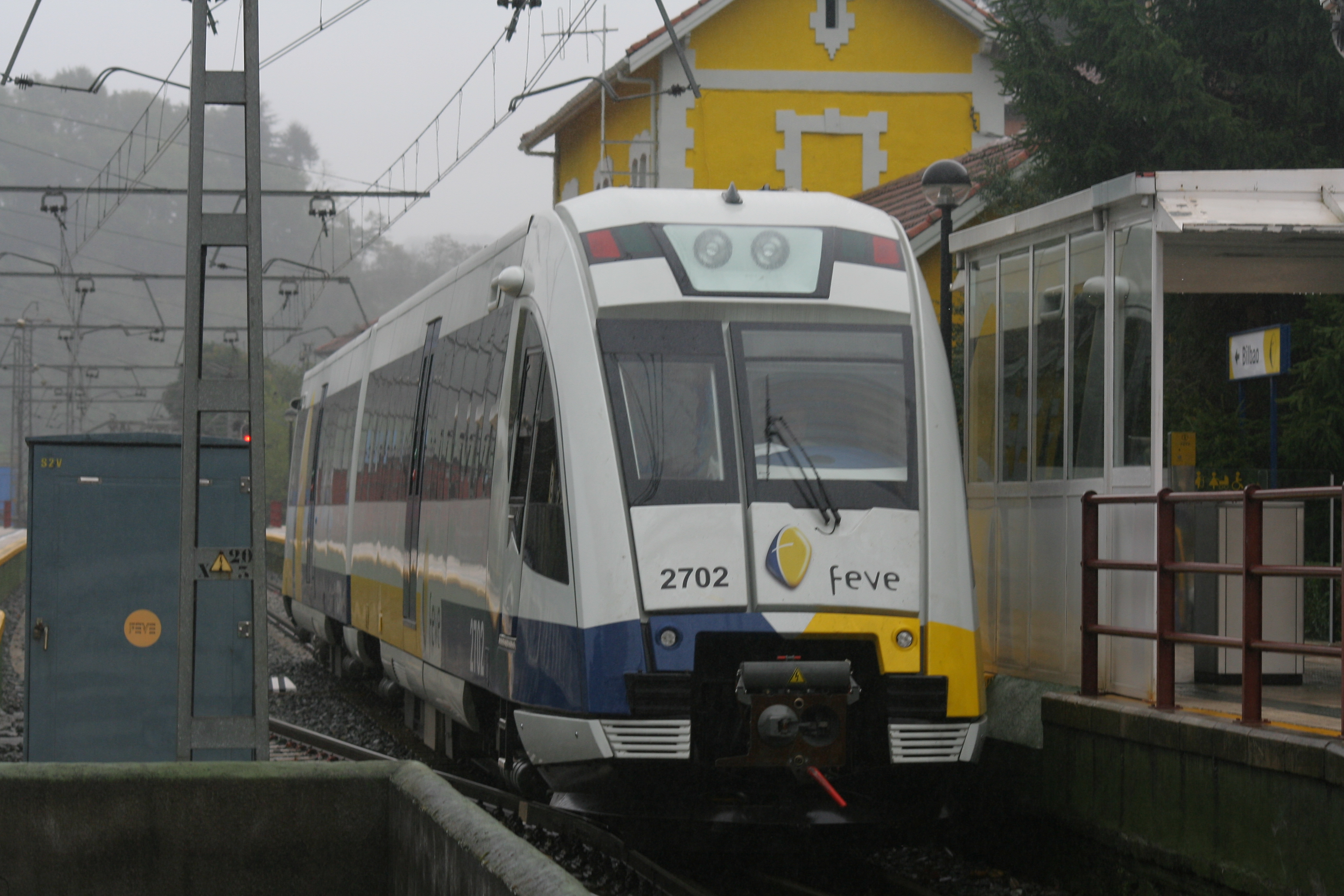
El 2702, en Valmaseda, poco después de su puesta en servicio.

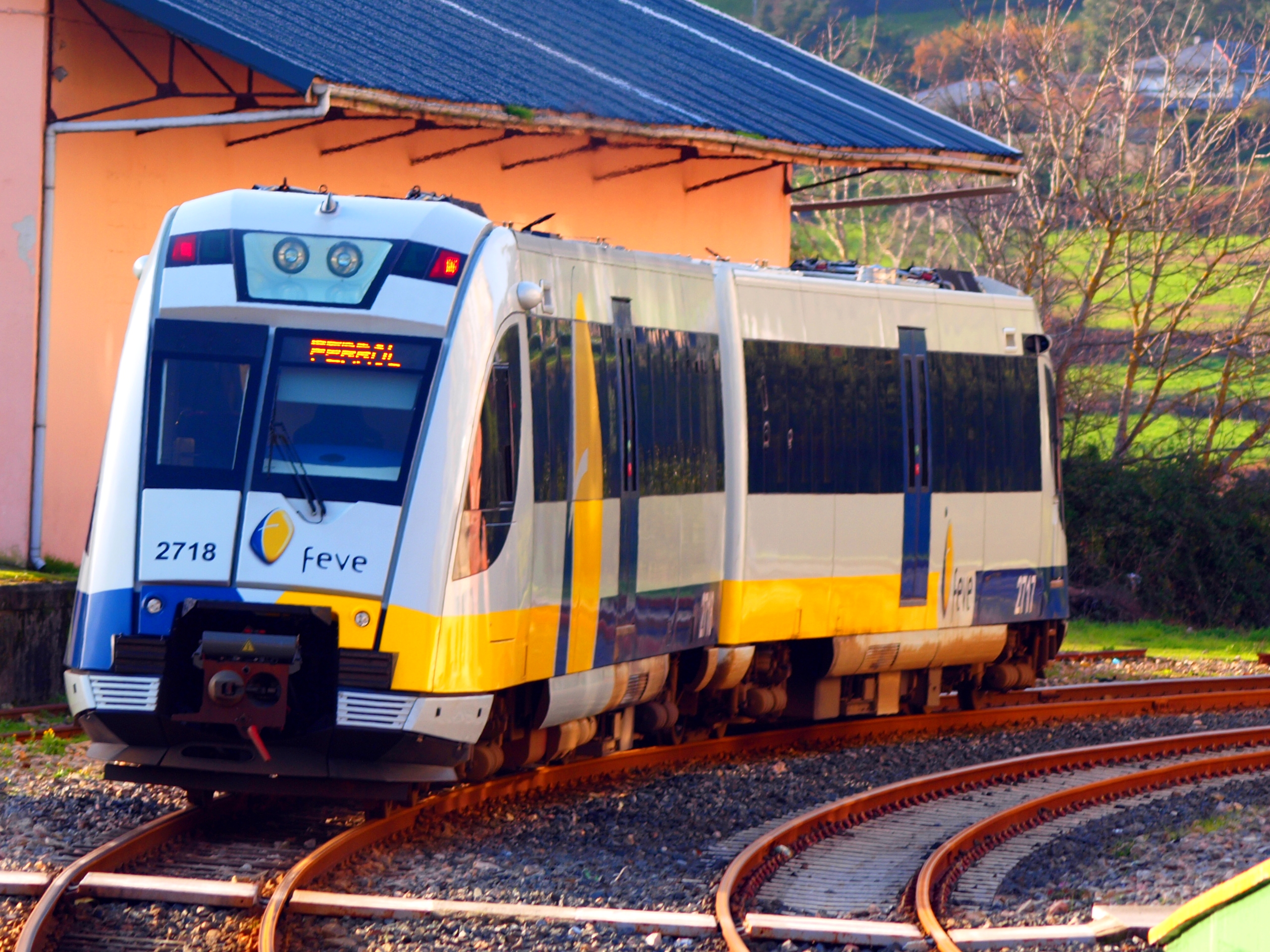
El 2717-2718, en Vivero.

La serie 2700 dispone de 90 plazas por tren, con asientos orientables según el sentido de la marcha, dotados de reposacabezas y reposabrazos, y con tapizado ignífugo. Su interiorismo es cuidado, tienen aire acondicionado, pantallas para la emisión de películas, megafonía, paneles de señalización, sonorización independiente para cada asiento, servicios con sistema cerrado de recogida de residuos, etc. La comodidad se garantiza también gracias a la suspensión secundaria neumática con la que están dotados los bogies.
Las unidades cuentan con  condiciones de accesibilidad para personas de movilidad reducida, que cuentan zona reservada dentro de cada tren y rampa automática para facilitar el acceso. La composición de los trenes es de dos coches, ambos motorizados, pudiéndose acoplar hasta cuatro composiciones mediante enganches automáticos.
Disponen de sistema ASFA, junto a la tecnología más moderna en ayudas a la conducción, sistemas de evacuación de emergencia en su frontal, circuito cerrado de televisión para video vigilancia, etc. Entre los sistemas de freno cuentan con patines electromagnéticos para frenado de emergencia a una deceleración máxima de 1,2 m/s2.
Los vehículos van equipados para su tracción de un motor diésel MTU de 390 kW a 1800 rpm y una caja de cambios Voith dotada de freno hidráulico. La relación peso potencia es la menor entre los trenes diésel que circulan en España. Para el suministro de energía eléctrica cuentan con un generador de 70 KVA acoplado al motor diésel. Además, disponen de un compresor de 900 l/m para el suministro de aire comprimido para el freno y la suspensión neumática.
La longitud del tren es de 35 m y su anchura de 2,55. Cada coche cuenta con una puerta de accionamiento eléctrico por costado y ambos están comunicados por un pasillo de intercirculación.

## Historia
FEVE adjudicó a un consorcio liderado por CAF la construcción de doce unidades de tracción diésel hidráulica, cuya contratación data de diciembre de 2007. Justo un año después, el Consejo de Administración de la empresa autorizó la ampliación del contrato base con 11 unidades más, dando lugar a un total de 23, construidas en dos fases, y cuyo importe global ascendía a 79,62 millones de euros. Los trenes fueron entregados en unos plazos de 2 unidades cada mes durante los años 2009 y 2010, hasta completar el total de la serie.
La primera unidad fue puesta en servicio el 18 de agosto de 2009 en El Berrón (Asturias), en un acto al que acudió el Ministro de Fomento, José Blanco.
En 2010, FEVE puso en marcha la Serie 2900, un bicabina de un solo coche basado en el 2700, y empleado para trayectos de poco tráfico de pasajeros.
En 2013 con la desaparición de FEVE la serie se integra en Renfe Operadora. 